# 버나드 폭스
버나드 폭스(Bernard Fox, 1927년 5월 11일 ~ 2016년 12월 14일)는 웨일스의 배우이다.

## 출연 작품
- 미이라
- 타이타닉